# سیندی براون
سیندی براون (انگلیسی: Cindy Brown؛ زادهٔ ۱۶ مارس ۱۹۶۵) بازیکن بسکتبال اهل ایالات متحده آمریکا بود.
وی در مسابقات کشوری و بین‌المللی در مجموع برندهٔ ۴ مدال طلا شده‌است.